# Seulajärvi
Seulajärvi är en sjö i Finland. Den ligger i kommunen Pudasjärvi i landskapet Norra Österbotten, i den centrala delen av landet, 600 km norr om huvudstaden Helsingfors. Seulajärvi ligger 115,8 meter över havet. Arean är 36,5 hektar och strandlinjen är 3,42 kilometer lång. Sjön  ingår i Kiminge älvs huvudavrinningsområde. 